# Christophe Marchand-Kiss
 (août 2012).
Si vous disposez d'ouvrages ou d'articles de référence ou si vous connaissez des sites web de qualité traitant du thème abordé ici, merci de compléter l'article en donnant les références utiles à sa vérifiabilité et en les liant à la section « Notes et références ».
Christophe Marchand-Kiss (né le 19 juin 1964 à Châteaubriant, ville où il est mort le 8 juillet 2018,,,) est un poète et performeur, écrivain et traducteur français.

## Biographie
Cofondateur de la revue de poésie Zoom-Zoum, il a dirigé la collection L’Œil du poète aux éditions Textuel.

## Publications
- CRS, de Charonne à Charlie-Hebdo, Flammarion, 2018.
- Normal, M.Delarbre, 2010.
- Moins quelque chose, de moins 22 à moins 21, Idp éditions, 2007.
- Aléas, Le bleu du ciel, Bordeaux, 2007.
- Moins quelque chose, première partie, Idp éditeur, 2007.
- Gainsbourg, le génie sinon rien, éditions Textuel, Paris, 2005.
- alter ego suivi de biography, éditions Textuel, Paris, 2005.
- Poésie ? détours (collectif), éditions Textuel, Paris, 2004.
- Haus/raus-aus, avec Natacha Nisic, La lettre volée, Bruxelles, 2003.
- Léo Ferré, la musique avant tout, éditions Textuel, Paris, 2003.
- L’anthropologue, Comp’Act, 1995.